# Lilla Visjön
Lilla Visjön är en sjö i Svenljunga kommun i Västergötland och ingår i Ätrans huvudavrinningsområde.